# Mayka Navarro
Mayka Navarro   (Badalona, juliol 1968) és una periodista catalana especialitzada en informació policial i de successos i premsa groga.
Nascuda a Badalona, es va criar a Santa Coloma de Gramenet. Va treballar a El Periódico, on es va especialitzar en successos. El setembre del 2015 va començar a treballar per a La Vanguardia, en el que va ser un dels primers fitxatges del director Màrius Carol.
Durant la seva trajectòria ha compatibilitzat la feina als diaris amb la seva aparició en diversos programes de televisió com Ya es mediodía o El programa de Ana Rosa de Telecinco. Tot i que hi parla de successos, hi ha protagonitzat moments mediàtics relacionats amb el seus gossos, Simón i Lola. També participa a Els matins de TV3 i El suplement de Catalunya Ràdio. El 2019 va publicar Desmuntant el crim perfecte a partir de la reconstrucció de l'assassinat d'Ana María Páez del 2008 a Barcelona. Va rebre la medalla de bronze amb distintiu blau dels Mossos d'Esquadra, juntament amb Anna Punsí, el 2019 de la mà del comissari de la policia catalana Xavier Gámez.